# Sumberharjo (Eromoko)
Sumberharjo is een bestuurslaag in het regentschap Wonogiri van de provincie Midden-Java, Indonesië. Sumberharjo telt 1994 inwoners (volkstelling 2010).